# 多氏鈍頭鰩
多氏鈍頭鰩（學名：Amblyraja doellojuradoi），為軟骨魚綱鰩目鰩科鈍頭鰩屬的一種，分布於東南太平洋智利及西南大西洋阿根廷、烏拉圭及福克蘭群島海域，深度50至640公尺，體長可達69公分，棲息在大陸棚及大陸坡海域，為深海底棲性魚類，屬肉食性，主要吃底棲無脊椎動物與小的硬骨魚類，卵生，卵囊為長方形並有堅硬角狀突起，幼魚可能傾向於跟隨較大的個體，生活習性不明。